# Horsfieldia amygdalina
Horsfieldia amygdalina är en tvåhjärtbladig växtart som först beskrevs av Nathaniel Wallich, Joseph Dalton Hooker och Thomson, och fick sitt nu gällande namn av Otto Warburg. Horsfieldia amygdalina ingår i släktet Horsfieldia och familjen Myristicaceae. Utöver nominatformen finns också underarten H. a. macrocarpa.

## Bildgalleri

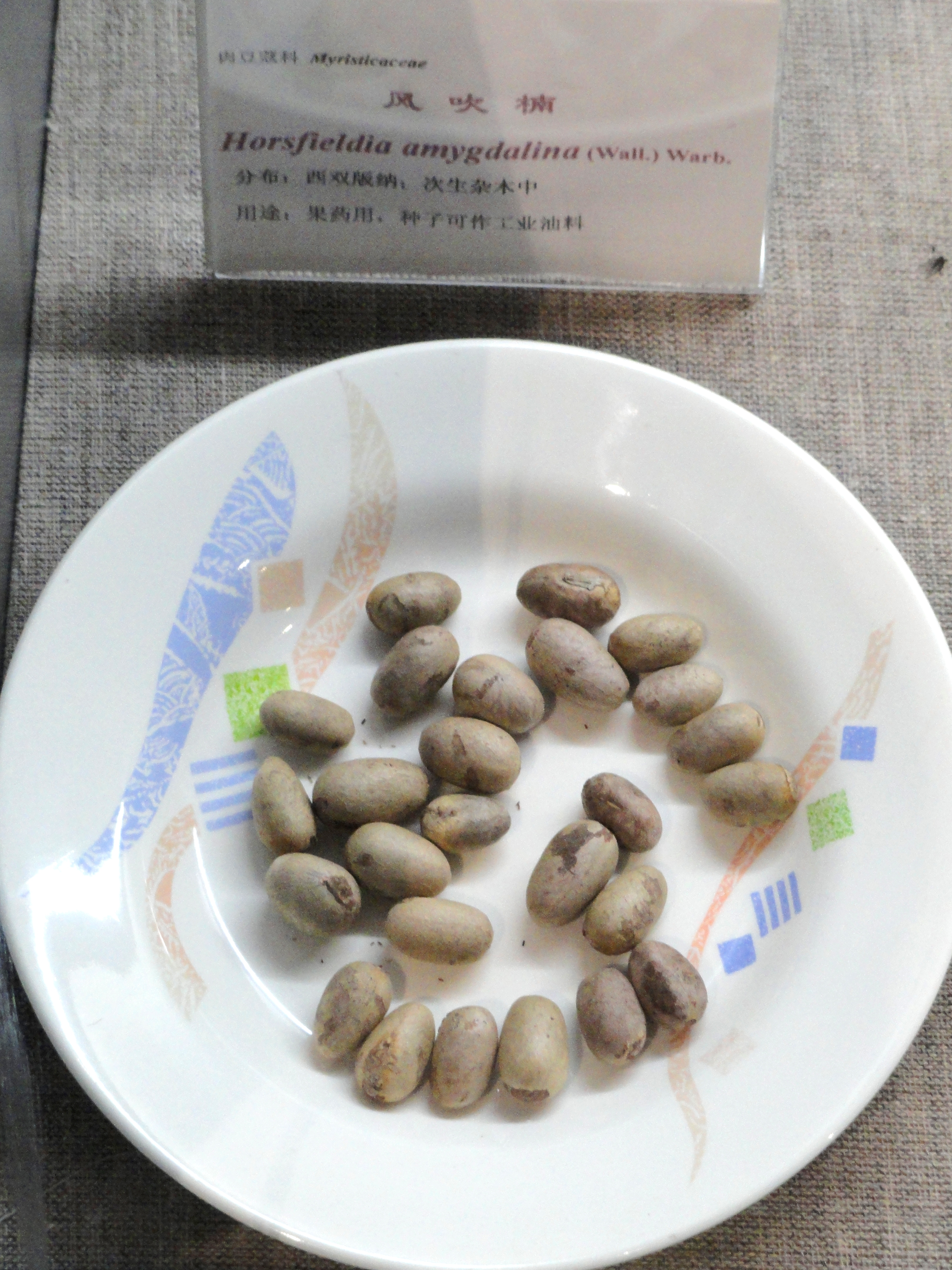